# Агаларханов, Магомед Джапарович
Магомед Джапарович Агаларханов (род. 1918, c. Аймаумахи Даргинский округ — ум. 2014 г. Махачкала) — советский и российский учёный-экономист. Участник Великой Отечественной войны. Заслуженный деятель науки Российской Федерации и Дагестанской АССР, доктор экономических наук,  профессор. Первый доктор и кандидат экономических наук с Северного Кавказа. 

## Биография
Родился в 1918 году в селении Аймаумахи Урахинского участка Даргинского округа Дагестанской области.
После окончания Урахинской семилетки закончил Сергокалинское педагогическое училище.
Трудовую деятельность начал учителем, завучем, а затем директором Аймаумахинской неполной средней школы. Через некоторое время был переведён на должность заведующего районо в Сергокалу. Был избран заместителем райисполкома и заведующим райорготделом.
С 1942 по 1944 г.г — боец Истребительного батальон ОНКВД ДАССР по Сергокалинскому району. 
С 1944 по 1949 г.г — заведующий отделом, редактор, журналист республиканской газеты «Колхозное знамя».
С 1949 по 1952 г.г — учёба в Высшей партийной школе при ЦК КПСС.
С 1953 по 1954 г.г — заведующий отделом окружкома в г. Избербаш.
С 1954 по 1957 г.г — учёба в Аспирантуре Академии общественных наук при ЦК КПСС.
В 1957 г. первым из Северного Кавказа защитил кандидатскую диссертацию на тему: «Основные вопросы интенсификации колхозного производства в СССР».
С 1957 по 1960 г.г — заведующий отделом агитации и пропаганды Дагестанского обкома КПСС.
С 1958 по 1960 г.г — член пленума Дагестанского обкома КПСС.
С 1960 по 1963 г.г — заведующий отделом экономики и организации НИИ сельского хозяйства Дагфилиала АН СССР. 
С 1963 по 1964 г.г — заведующий кафедрой политэкономии и философии Дагестанской сельскохозяйственной академии.
С 1964 по 1991 г.г — заведующий кафедрой экономики ДСХИ. 
В 1970 г. также первым из Северного Кавказа защитил диссертацию на соискание учёной степени доктора экономических наук на тему: «Проблемы интенсификации сельскохозяйственного производства».
В 1991 г. Высшей аттестационной комиссией АН СССР присвоено учёное звание профессора. 
С 1991 по 2003 г.г — профессор кафедры экономики ДСХИ, далее ДСХА им М. Джамбулатова. 
Заслуженный деятель науки РФ и ДАССР. Награжден орденами Трудового Красного Знамени, Дружбы Народов, медалями «За доблестный труд», «Ветеран труда» и др.
Дважды поощрён Почётной Грамотой Президиума Верховного Совета ДАССР.
С 2003 года вышел на заслуженный отдых. Автор более 30 научных работ, 7 монографий. 
Скончался в 2014 году в возрасте 96 лет в городе Махачкале.

## Научные труды
- Агаларханов М.Д. Настоящее и будущее сельского хозяйства Дагестана. - Махачкала : Дагкнигоиздат, 1965. - 91 с. ;
- Агаларханов М.Д. Сельскому хозяйству - высокую культуру. - Махачкала : Дагкнигоиздат, 1965. - 126 с. ;
- Агаларханов М.Д. Значение роста производительности труда. - Махачкала : Дагкнигоиздат, 1964. - 42 с. ;
- Агаларханов М.Д. Теория и практика интенсификации сельскохозяйственного производства. - Махачкала : Дагкнигоиздат, 1971. - 152 с. ;
- Агаларханов М.Д. Успехи зовут вперед / О-во по распространению полит. и науч. знаний РСФСР. Дагест. отд-ние. - Махачкала : Дагкнигоиздат, 1961. - 55 с. ;
- Агаларханов М.Д. Главное направление : Об интенсификации сел. хозяйства. - Москва : Знание, 1965. - 40 с. ;
- Агаларханов М.Д. Сельское хозяйство Дагестана за 50 лет / Даг. отд-ние о-ва "Знание" РСФСР. - Махачкала : Дагкнигоиздат, 1971. - 52 с. ;
- Агаларханов М.Д. Пути повышения эффективности сельскохозяйственного производства - Махачкала : Даг. кн. изд-во, 1976. - 134 с.;